# Capitalinas de San Juan
Le Capitalinas de San Juan sono una franchigia pallavolistica femminile portoricana, con sede a San Juan: milita nella Liga de Voleibol Superior Femenino.

## Storia
Le Capitalinas de San Juan vengono fondate nel 2015, in seguito all'espansione del torneo ad una nuova franchigia, riportando la pallavolo femminile nella capitale portoricana dopo dieci anni di assenza, in seguito alla scomparsa delle Chicas de San Juan. Debuttano nella Liga de Voleibol Superior Femenino nella stagione 2016, raggiungendo la finale scudetto.

## Rosa 2017
| N° | Nome             | Ruolo | Data di nascita  | Nazionalità sportiva |
| -- | ---------------- | ----- | ---------------- | -------------------- |
| 2  | Karla Colón      | P     | 23 aprile 1984   | Porto Rico           |
| 3  | Pamela Cartagena | L     | 5 febbraio 1987  | Porto Rico           |
| 5  | Myrlena López    | C     | 29 novembre 1985 | Porto Rico           |
| 6  | Valeria Porrata  | S     | 24 agosto 1992   | Porto Rico           |
| 7  | Mariana Thon     | P     | 18 novembre 1988 | Porto Rico           |
| 8  | Gaila González   | S/O   | 25 giugno 1997   | Rep. Dominicana      |
| 9  | Natalia Nieto    | P     | 6 settembre 1994 | Porto Rico           |
| 10 | Graciela Márquez | L     | 23 marzo 1978    | Porto Rico           |
| 11 | Ashley Jiménez   | S     | 8 maggio 1995    | Porto Rico           |
| 13 | Sol González     | C     | 13 gennaio 1990  | Porto Rico           |
| 14 | Neira Ortiz      | S/O   | 6 luglio 1993    | Porto Rico           |
| 15 | Ania Ruiz        | S/O   | 7 novembre 1982  | Porto Rico           |
| 16 | Erasma Moreno    | S     | 25 novembre 1991 | Rep. Dominicana      |
| 17 | Noami Santos     | S     | 29 novembre 1993 | Porto Rico           |